# White Wolf

Logo de White Wolf

White Wolf, Inc. es una compañía estadounidense que se dedica a la publicación de juegos de rol. La compañía fue fundada en 1991 por Mark Rein-Hagen, Steve Wieck y Stewart Wieck, como resultado de la unión de la compañía Lion Rampant y la revista White Wolf Magazine,  tomando el nombre de White Wolf de la literatura fantástica de Michael Moorcock. La editorial se convirtió en una de las compañías más exitosas en el negocio de los juegos de rol. En el año 2006 se unió a CCP Games pasando a ser un sello de esta última. En el año 2015 Paradox Interactive adquirió el sello, junto con toda su propiedad intelectual.

## Antiguo Mundo de Tinieblas
White Wolf publica una línea de juegos diferentes, aunque con cierta relación entre ellos, situados todos ellos en un universo de ficción de su propia creación: Mundo de Tinieblas (World of Darkness en inglés). El Mundo de Tinieblas normalmente corresponde a nuestro propio mundo pero con elementos sobrenaturales añadidos y con una atmósfera clasificada como «punk gótica». En el Mundo de Tinieblas, vampiros, hombres lobo, magos, hadas y otras criaturas de la noche existen y luchan entre ellas mientras se mantienen ocultas de los humanos mortales. White Wolf también publicó material para el sistema d20 (empleado inicialmente por la tercera edición de Dungeons & Dragons) bajó el título de Sword & Sorcery y también revivió el terror gótico de Ravenloft, cuyos derechos pertenecían a Wizards of the Coast.
Para completar algunas de sus líneas de juego White Wolf creó un grupo de rol en vivo denominado Mind's Eye Theatre.
White Wolf también intentó internarse en el mundo de los juegos de cartas coleccionables con Arcadia, Rage, y Vampire: The Eternal Struggle (anteriormente conocido como Jyhad). Este último, quizás el más conocido de los mencionados, fue publicado originalmente por Wizards of the Coast en 1994 pero fue abandonado dos años más tarde. White Wolf adquirió los derechos del juego en 2000.
Algunos videojuegos basados en los juegos de rol de White Wolf también han sido desarrollados.

### Juegos de rol de Mundo de Tinieblas
- Vampiro: la mascarada (1991)
- Hombre Lobo: El Apocalipsis (1992)
- Mago: La Ascensión (1993)
- Wraith: El Olvido (1994)
- Changeling: El Ensueño (1995)
- Vampiro: Edad Oscura (1996)
- Mago: La Cruzada (1998)
- Hombre Lobo: Salvaje Oeste (1998)
- Cazador: La Venganza (1999)
- Momia: La Resurrección (2001)
- Vampiro: Edad Victoriana (2002)
- Demonio: La Caída (2002)
- Victoriana (2003)

## Nuevo Mundo de Tinieblas
Aproximadamente entre los años 2004 y 2005, White Wolf decidió cerrar la línea de Mundo de Tinieblas con el fin del mundo para cada una de sus «líneas». Estos eventos tenían nombres diferentes para cada habitante: Gehena para los vampiros, Apocalipsis para los hombres lobo, Ascensión para los Magos, Largo invierno para las hadas, etc. Se sacaron libros con guías de cómo dirigir estos eventos, para cada juego principal y una con el resto de juegos en un único libro.
Poco tiempo después comenzaron una nueva línea de libros, el Nuevo Mundo de Tinieblas, teniendo poco o nada que ver con los anteriores, pero conservando algunas cosas: sigue habiendo vampiros, hombres lobo o magos, así como nuevos elementos de ficción, los monstruos de Prometeo.
Actualmente existen seis nuevos juegos de rol en esta línea de productos, con algunos suplementos.

### Juegos de rol del Nuevo Mundo de Tinieblas
- Vampiro: El Requiem (2004)
- Hombre lobo: El Exilio (2005)
- Mago: El Despertar (2005)
- Prometeo: La Creación (2006)
- Changeling: Los Perdidos (2007)
- Cazador: La Vigilia (2008)

## Fantasía
Siguiendo la línea de fantasía, la editorial White Wolf publicó la serie Exaltado (Exalted en inglés).
- Exaltado (2001)

## Juegos de rol de White Wolf traducidos al español
La primera edición del primer juego de rol de Mundo de Tinieblas, Vampiro: La Mascarada, fue traducida por primera vez al español en 1993 pour la editorial barcelonesa Diseños Orbitales. En muy poco tiempo la editorial madrileña La Factoría de Ideas obtuvo los derechos de traducción y publicación de los juegos de White Wolf y en 1994 fue ella quien publicó la segunda edición en español de Vampiro: La Mascarada. A partir de ese año inició una amplia labor de traducción de los juegos de rol ambientados en Mundo de Tinieblas que hizo que se formara una nutrida comunidad mundial de jugadores hispanohablantes aficionados a este universo de ficción. La lista siguiente enumera los juegos de rol de Mundo de Tinieblas traducidos al español por La Factoría de Ideas (lista no exhaustiva, los años entre paréntesis indican el año de la edición española y no el de la edición original estadounidense):
- Vampiro: la mascarada[2] (segunda edición, 1994)
- Hombre lobo: El Apocalipsis[3] (1995, nótese que en 2001 La Factoría de Ideas tradujo y publicó la edición revisada: Hombre lobo revisado)[4]
- Mago: La Ascensión[5] (1996)
- Changeling: El Ensueño[6] (1997)
- Wraith: El Olvido[7] (1997)
- Hombre lobo: Salvaje Oeste[8] (1998)
- Mago: La Cruzada[9] (1999)
- Vampiro: la mascarada[10] (segunda edición revisada, 1999)
- Cazador: La Venganza[11] (2001)
- Momia: La Resurrección[12] (2002)
- Exaltado[13] (2002)
- Edad Oscura: Vampiro[14] (2003)
- Demonio: La Caída[15] (2003)
- Vampiro: El Requiem[16] (2004)
- Hombre lobo: El Exilio[17] (2005)
- Mago: El Despertar[18] (2006)